# Miniere di Spoleto

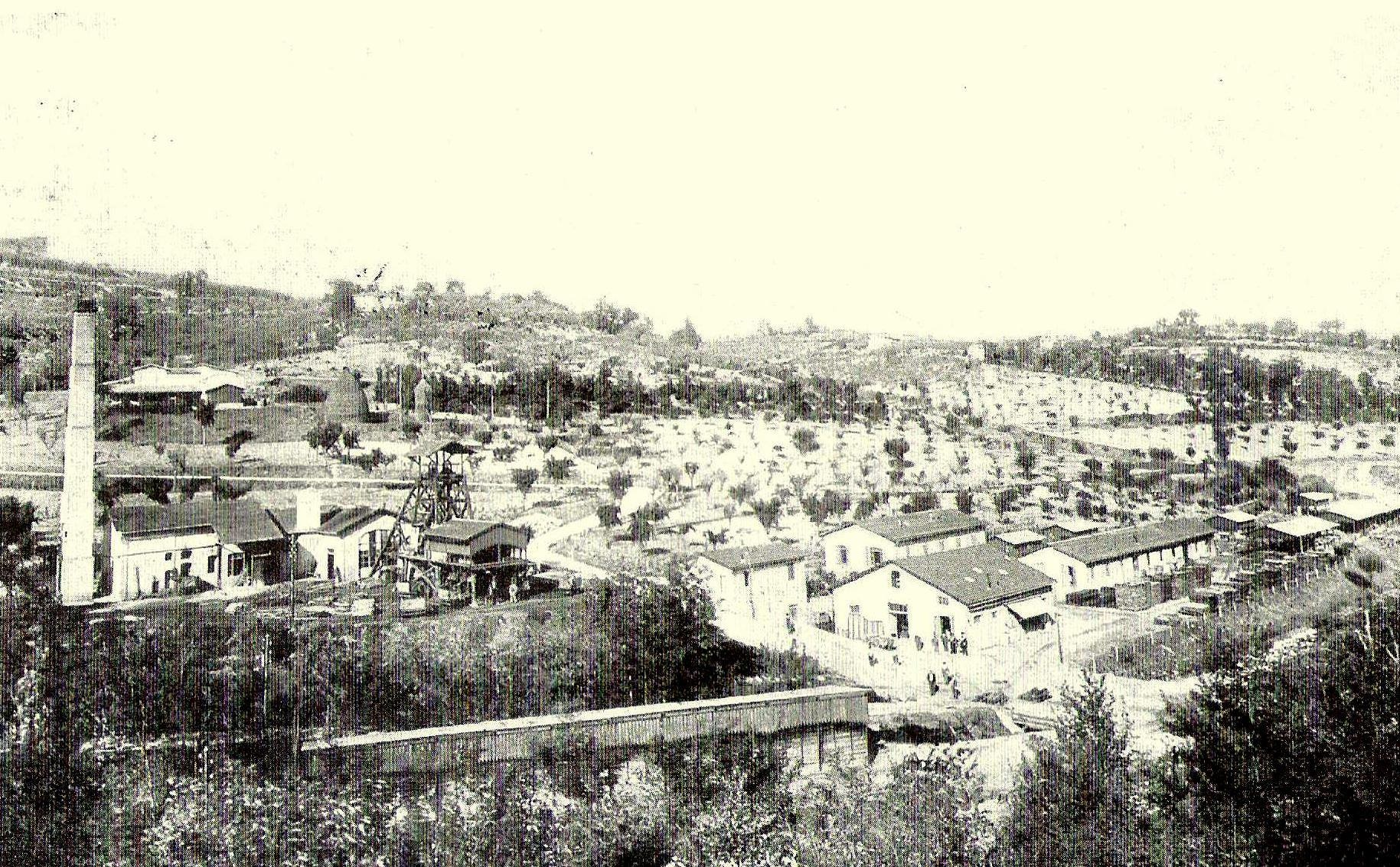
Le miniere di Morgnano

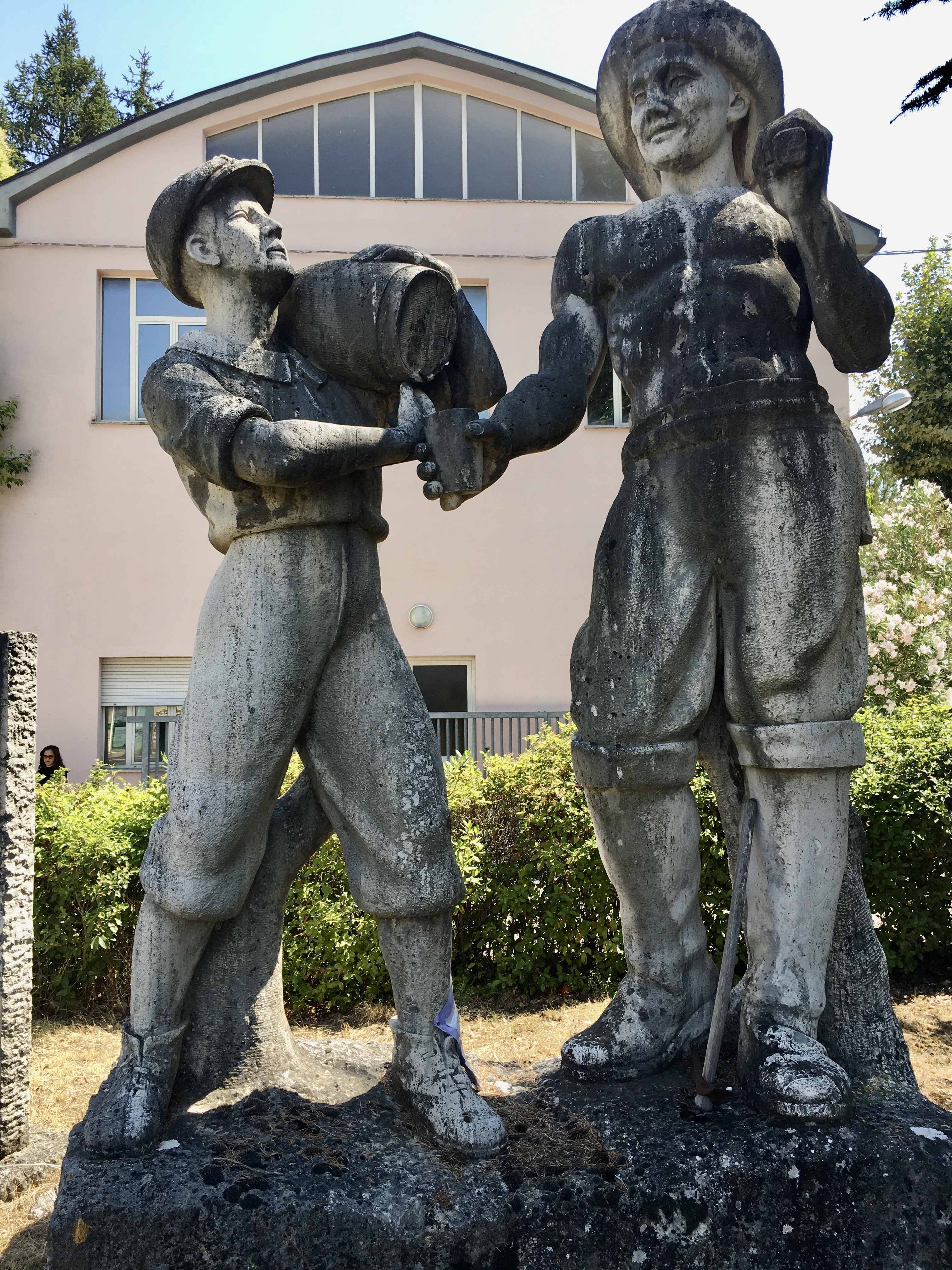
Monumento al Minatore. Morgnano

Nelle Miniere di Spoleto, in attività da marzo 1881 a ottobre 1961, si estraeva lignite. Erano dislocate in varie frazioni di Spoleto; il centro dell'area estrattiva si trovava a Morgnano, altri cantieri erano a Santa Croce, San Silvestro, Sant'Angelo in Mercole e Uncinano. 
La loro storia è strettamente connessa alla storia delle acciaierie di Terni. Insieme diedero impulso al futuro industriale della città in alternativa alla tradizionale economia legata alla mezzadria. 

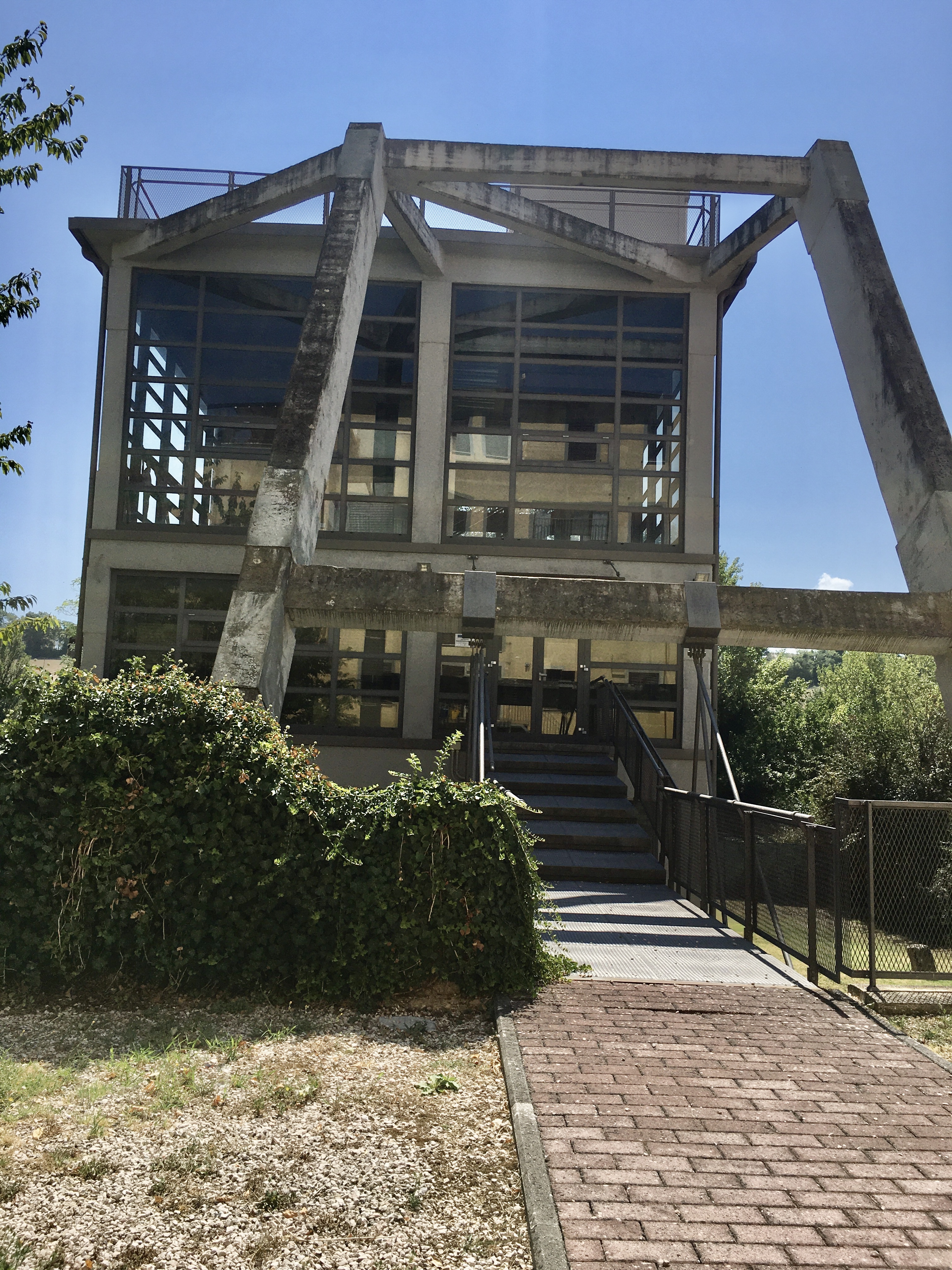
Museo delle miniere (ex ingresso del Pozzo Orlando)

Uno dei pozzi del sito di Morgnano, recuperato e ristrutturato, dal 2009 è sede del Museo delle miniere di Morgnano.

## Storia

### Gli inizi
La prima scoperta di un esteso banco di lignite (varietà xiloide, anche detta piligno), avvenne nel 1880 a Morgnano; ulteriori esplorazioni fecero emergere altri giacimenti tutti compresi in un vasto bacino che in epoca pliocenica era occupato dal Lago Tiberino.
Per la gestione del primo sito venne istituita la Società carbonifera di Spoleto che si adoperò per far conoscere l'ottima qualità del prodotto. 
Nel 1884 vennero scoperte e attivate altre due miniere poco distanti, in località Sant'Angelo in Mercole e Uncinano-San Silvestro.
Molti opifici esistenti in città, approfittarono del nuovo combustibile per sviluppare la loro attività, ma la quantità maggiore veniva utilizzata dalla Società Italiana per le Strade Ferrate Meridionali e dopo il 1886, dalla Società degli altiforni, fonderie e acciaierie di Terni, i cui fondatori, Benedetto Brin e Vincenzo Stefano Breda, avevano individuato in Terni la località più adatta a ospitare l'acciaieria, proprio in virtù della presenza di lignite a Spoleto. 
All'inizio l'attività estrattiva avveniva con l'impiego di soli 39 operai, ma quando nel 1889 la gestione passò direttamente alla Terni, i lavoratori assunti furono circa 900, un numero ben superiore alla disponibilità di manodopera espressa dal territorio. Furono assunti quindi lavoratori immigrati dalla Romagna, precisamente dalla zona di Cesena dove le zolfatare, entrate in crisi, avevano licenziato molti lavoratori specializzati. Arrivati a Spoleto in cerca di lavoro, furono accolti molto bene dalla direzione degli "Altiforni", molto meno dagli operai del luogo che ritenevano la gente esotica pericolosi concorrenti.
Per contenere i costi e garantirsi un rapido approvvigionamento del prodotto, la Società Terni procedette subito alla costruzione di una ferrovia lunga 15 km. a scartamento ordinario che, collegando direttamente il sito di Morgnano alla rete Adriatica, consentiva di scaricare il materiale direttamente al polo siderurgico ternano. Qui cinque forni Martin-Siemens venivano alimentati con gas di gassogeno proveniente dalla lignite.
Il sito di Morgnano a fine '800 comprendeva circa 6000 metri di gallerie armate di binario, 4800 metri di binari esterni su cui transitavano 284 vagoncini e alcuni pozzi di estrazione (il Pozzo Orlando arrivava fino a 350 m di profondità); infrastrutture simili erano anche a Sant'Angelo.

### Condizioni di lavoro
La giornata lavorativa era di 8 ore per gli addetti all'estrazione nel sotterraneo, e di 10 per gli addetti in superficie; le poche donne impiegate avevano mansioni di guardiane. Le miniere erano in attività giorno e notte, tranne la domenica e i festivi. I profili professionali erano classificati secondo una scala gerarchica, dai capo-minatori ai manovali. Gli stipendi andavano dalle 3,50 alle 1,60 lire all'ora. Quasi tutti percorrevano molti chilometri a piedi per arrivare, i più fortunati possedevano una bicicletta. Il lavoro era duro, pericoloso e mal retribuito. 
La produzione rimase elevata fino al 1891 per poi diminuire di circa un terzo quando la depressione economica e la crisi bancaria misero in seria difficoltà la Società degli Altiforni, con gravi ripercussioni per Spoleto. Furono licenziati 300 minatori e i pochi rimasti dovettero sottostare a nuovi regolamenti fortemente lesivi degli interessi dei lavoratori che, benché privi di organizzazione, scesero in sciopero, ma la protesta durò poco e non portò nessun risultato. Indeboliti dalla difficile situazione economica, dovettero accettare le nuove condizioni che prevedevano l'aumento delle ore di lavoro, ma non dello stipendio, e il risarcimento dei materiali e degli attrezzi danneggiati durante l'uso.
Le richieste avanzate dai minatori riguardanti modifiche al regolamento, aumento delle paghe, l'adozione di seri provvedimenti contro gli infortuni, rimasero a lungo inascoltate, anche dopo la costituzione nel 1906 della Lega Minatori di Lignite a cui aderirono in massa gran parte degli operai, certi di migliorare, per suo tramite, le condizioni di lavoro.
Nel 1910 gli operai raggiunsero un buon livello organizzativo tanto da costituire una cooperativa di consumo, sia per combattere il caro-prezzi, sia per chiedere con urgenza la costruzione di nuove case economiche e igieniche, poiché quelle poche disponibili erano fatiscenti e insalubri. Nel febbraio 1912 si fece un ulteriore passo avanti nella tutela dei lavoratori: venne istituita la Camera del Lavoro di Spoleto, organismo che riunì leghe, fratellanze e sindacati in un'unica famiglia proletaria: i minatori, i contadini e le operaie del Cotonificio. 
Per ottenere quanto da anni rivendicato, i minatori dovettero attendere il 1919 e scioperare a oltranza (per circa cinque mesi), durante il periodo passato alla storia come biennio rosso.

### Infortuni e incidenti
Fin dai primi anni si registrarono numerosi incidenti, spesso mortali; i nemici più temibili erano gli scoppi di grisou con i relativi crolli e la caduta improvvisa di lignite dal tetto nelle camere di abbattimento; anche le manovre dei vagoncini spesso causavano sinistri. La direzione degli "Alti forni" era solita archiviare gli incidenti come conseguenza di "temerarietà e negligenza" da parte degli operai, che perciò venivano severamente puniti anche quando feriti in modo grave.
Un'esplosione di grisou nell'aprile 1912 provocò la morte di 3 operai e il ferimento di altri 4. La tragedia scatenò scioperi, proteste e ancora richieste di aumenti salariali, puntualmente respinti dal direttore della Terni Giuseppe Orlando che riteneva i costi di produzione già troppo alti, tali da rendere la lignite spoletina non competitiva con altre miniere come quelle di San Giovanni Valdarno; aggiunse che alla Terni sarebbe convenuto chiudere tutti i siti estrattivi e che altri scioperi avrebbero senz'altro favorito tale decisione. Il ricatto provocò ulteriori proteste, soprattutto quando si seppe che l'esercizio 1912 della Terni si era chiuso con sette milioni di utili.

### Prima guerra mondiale
Le lotte per il miglioramento delle condizioni di lavoro subirono una battuta d'arresto in seguito alla partecipazione dell'Italia al primo conflitto mondiale. Fin dal 1911 la produzione dell'acciaieria, unico fornitore dell'amministrazione nazionale, crebbe per la fabbricazione di materiale bellico; di pari passo le miniere aumentarono l'estrazione per soddisfare le maggiori richieste di lignite, senza però riuscire a soddisfare il fabbisogno, tanto che la Società Terni si trovò costretta a cercare nuovi giacimenti e a riaprire miniere dismesse. 
Finita la guerra le miniere di Spoleto continuarono a funzionare regolarmente, ma quando dopo l'armistizio il prezzo del carbone scese ai minimi storici, l'impiego della lignite non fu più conveniente e ci fu un repentino abbandono di molti siti estrattivi, anche di quelli da poco attivati. 
Intanto la Società Terni sentiva l'urgenza di una radicale trasformazione: da impresa destinata esclusivamente alla produzione di guerra a impresa creatrice e distributrice di energia elettrica, non più dipendente dallo sfruttamento intensivo della lignite. La riconversione industriale della Terni venne affrontata da Arturo Bocciardo che nel 1921 sostituì Giuseppe Orlando. Il nuovo direttore cambiò le linee di produzione puntando sulle produzioni elettriche ed elettrochimiche, ambiti nuovi e inesplorati, ma destinati ad assumere un ruolo centrale nello sviluppo industriale del paese. 
In breve la gestione delle miniere divenne di nuovo deficitaria e, in coincidenza con la serrata dei metallurgici, nel luglio 1922 venne decisa la loro chiusura.
Dopo 83 giorni Bocciardo le rimise di nuovo in funzione confidando sul fatto che l'attività estrattiva a beneficio di stabilimenti che sarebbero dovuti sorgere nei dintorni, sarebbe stata redditizia anche in tempo di pace. Intendeva mantenere attivi gli impianti di produzione di siderurgia bellica ad ogni costo, poiché avrebbero garantito la fornitura di un buon combustibile economico in caso di guerra; era disposto pertanto ad accollarsi l'onere di una gestione delle miniere deficitaria, decisione che salvò numerosi operai dal licenziamento.

### Il periodo fascista
La marcia su Roma rappresentò un tragico epilogo per coloro che avevano partecipato al biennio rosso, mentre fu una manna per gli industriali e i loro interessi. Per raggiungere i loro scopi si impegnarono nella realizzazione di una solida collaborazione tra capitale e lavoro, forzando con le buone o con le cattive il consenso di tutta la classe operaia. Vennero cancellate tutte le organizzazioni dei lavoratori a vantaggio di un sindacalismo nazionale e nel novembre 1923 uscì il primo numero del periodico L'Alta Spoleto, organo di informazione fascista locale, che tanta parte ebbe nel favorire il consenso auspicato. Lo stesso Bocciardo manifestò il suo totale appoggio al regime.
Distrutte le organizzazioni politiche e sindacali, abolito il 1º maggio e messo il bavaglio alla stampa, persino gli operai delle miniere (circa 1500), considerati i più sovversivi, si ritrovarono totalmente fascistizzati. Nell'ottobre del 1929 realizzarono con orgoglio un grande fascio littorio con un grosso blocco di lignite e lo portarono a Roma, in dono al duce.
Nel 1932 due imprese, la Società Ansaldo e la Società Nazionale Anonima Cogne, da poco acquisita dallo stato, iniziarono la produzione di speciali prodotti di siderurgia bellica, fino ad allora fabbricati soltanto dalla Terni. La perdita del monopolio causò una gravissima crisi finanziaria all'acciaieria e la conseguente chiusura delle miniere. Intervenne l'IRI che nel 1934 acquisì la Terni fra le società partecipate, ma ciò che realmente permise di uscire dalla depressione economica nel 1935, fu la decisione del regime di aggredire l'Etiopia con unanime consenso dei grandi capitali e ancor più della Terni, che nella guerra aveva un'importante fonte di profitto. Negli anni a seguire, in piena autarchia economica, la Terni non perse occasione per esprimere tutto il proprio gradimento alla politica di Mussolini. Anche i minatori ebbero il loro momento di gloria, considerati elementi essenziali alla preparazione della macchina bellica.
Il 20 gennaio 1939 morirono 8 minatori uccisi dall'esplosione di grisou in una galleria del pozzo Orlando.
Una volta dichiarate grisutose le miniere di Spoleto, la Terni avrebbe dovuto rinnovare l'attrezzatura interna dei cantieri affrontando notevoli spese. Avrebbe forse scelto la chiusura se il governo fascista non avesse ordinato l'escavazione ad ogni costo, anche a costo della morte dei minatori che la retorica fascista considerava "militi del lavoro", "soldati chiamati a dare potenza e grandezza alla Patria Fascista". Alle cause della disgrazia, alle eventuali responsabilità, alle possibilità di evitarla, nessuno fece il minimo accenno. 

#### Seconda guerra mondiale
All'inizio del 1940 le miniere di Morgnano e Sant'Angelo erano considerate tra le più importanti d'Italia. Funzionavano a pieno ritmo con livelli di produzione mai raggiunti prima, per rispondere alle richieste della Terni che, impegnata febbrilmente a rifornire esercito e marina di ingenti quantità di materiale bellico, bruciava esclusivamente lignite. 
Vennero riaperti e potenziati i siti attivi durante la prima guerra mondiale: 28 miniere Umbre con più di 10.000 operai contribuirono ad accrescere la potenza bellica della nazione.
Con l'intensificarsi della produzione, a Morgnano entrò in funzione un grande impianto di essiccazione che, privando la lignite di gran parte dell'umidità, ne assicurava un maggior rendimento. Inoltre si approfondì ulteriormente il pozzo Orlando, fino a 55 m sotto il livello del mare e a quasi 400 di profondità. Era considerato uno dei più moderni pozzi d'estrazione d'Europa, dotato di due ascensori, uno per il minerale e l'altro per l'ingresso dei minatori nel sotterraneo. La Terni assunse anche la gestione diretta delle miniere situate nel bacino di Gualdo Cattaneo (miniere di Fontivecchie) e del Bastardo, dove lavoravano circa 300 operai, e le collegò a Morgnano attraverso una teleferica lunga 17 km..
Il 10 giugno 1940 finalmente il duce pronunciò la parola tanto attesa dai grandi industriali italiani: "guerra", guerra contro le democrazie plutocratiche e reazionarie dell'Occidente. 
Nei sotterranei vennero mandati ragazzi giovani e giovanissimi ai quali fu offerto di scegliere tra l'andare in guerra o scendere nelle gallerie. La retorica fascista si impegnò ad esaltare il duro lavoro nei sotterranei e a rappresentare il minatore come un eroe che lavorava per la "grandezza della Patria", sfidando i pericoli e sacrificando spesso anche la vita. Furono approntate alcune infrastrutture: alloggi per il personale impiegatizio, nuovi fabbricati per oltre 500 famiglie, un servizio di trasporti pubblici per agevolare il flusso della numerosa manodopera. 

L'organico delle miniere, che alla vigilia della guerra era di circa 2000 unità, crebbe notevolmente, tanto che nel 1942 le maestranze nei siti di Morgnano, Sant'Angelo e Fontivecchie erano quasi 6000, ne facevano parte anche numerosi prigionieri di guerra. Il giornale L'Alta Spoleto enfatizzava il ruolo dei minatori e dedicava solo piccoli trafiletti alle notizie di infortuni mortali. 
Nel 1942 la festa di Santa Barbara, patrona dei minatori, fu celebrata a Morgnano davanti a 8000 operai tutti inquadrati e in ordine; con grande solennità venne consegnato un primo lotto di case e furono distribuiti numerosi premi decretati dal duce ai fedeli della miniera con almeno vent'anni di duro e indefesso lavoro... "in attesa dell'immancabile vittoria". Ma "l'immancabile vittoria" si risolse invece nella più completa disfatta, il governo fascista cadde nel mezzo delle operazioni belliche e dopo l'armistizio le truppe alleate si trasformarono in nemici. Nel '44 i tedeschi in ritirata fecero saltare il Laboratorio caricamento proiettili di Baiano, la Cementeria di Sant'Angelo, la cabina elettrica ed altri impianti di fondamentale importanza per la città di Spoleto. La distruzione delle miniere fu sventata dall'intervento efficace dei partigiani.

### La chiusura definitiva
Nell'agosto del '45 le miniere ripresero l'attività, ma subito si ripresentò il problema della loro sostenibilità economica in tempo di pace. La Terni eliminò gli impianti di siderurgia bellica, rendendo vano il ruolo svolto fino ad allora dalle miniere, già messo in discussione durante il fascismo, quando era più conveniente bruciare carbon fossile estero al posto della lignite nazionale.
Nel 1948 iniziarono i licenziamenti in massa. Il settore minerario da attività integrativa si trasformò progressivamente in marginale e poi in ramo secco, determinando una grave disoccupazione, forti tensioni sociali, nella totale impotenza delle organizzazioni sindacali. La miseria dilagava in tutte le zone minerarie dell'Umbria. L'amministrazione provinciale nel 1953, tramite un convegno, promosse la messa a punto di progetti di utilizzazione delle ligniti umbre, ma la sfiducia verso i combustibili poveri nazionali aumentava con l'estendersi dell'uso di combustibili più ricchi come il metano, l'olio combustibile, i gas idrocarburati liquidi. 
La chiusura delle miniere di Spoleto fu attuata gradualmente per contenere gli effetti della dilagante disoccupazione, infatti gli operai licenziati avevano scarsissime opportunità di riassorbimento a livello locale. Nell'agosto 1958 il numero degli operai impiegati era sceso a 1300, in novembre a 840. 
Intanto sui piazzali di Morgnano restavano accumulate ingenti quantità di lignite invenduta, col pericolo di gravi incendi. 
Il comitato cittadino, appositamente istituito in difesa delle miniere e dell'economia della città, elaborò diverse proposte costruttive per favorire una progressiva assunzione di nuove attività lavorative che avrebbero potuto impiegare il combustibile locale. La Terni dal canto suo avrebbe dovuto ammodernare gli impianti e meccanizzare le attrezzature, interventi onerosi che imponevano verifiche preventive. Vennero quindi organizzate una serie di trivellazioni alla ricerca di nuovi banchi per accertare l'esatta consistenza delle scorte di lignite. L'esplorazione mise in evidenza l'approssimarsi dell'esaurimento della miniera, risultato aspramente contestato dai minatori che denunciarono come le trivellazioni fossero state effettuate nelle zone già in coltivazione, e non dove si sarebbe potuta trovare effettivamente la lignite. Il sottosegretario alle partecipazioni statali Fiorentino Sullo, accolse pienamente la tesi sostenuta dalla Terni circa l'esaurimento dei giacimenti e annunciò la chiusura delle miniere di Spoleto entro il 1959. 
I problemi della gestione delle miniere non derivarono dall'esaurimento della lignite, ma dalla concorrenza del carbon fossile, che in tempo di pace garantiva un rapporto resa-prezzo più vantaggioso, e dalla disponibilità di altre forme di energia come quella elettrica e il petrolio. A nulla valse un convegno organizzato dalla camera di commercio di Perugia all'inizio del 1959 dove, tra gli altri, intervennero tecnici tedeschi e austriaci ad illustrare i progressi compiuti nei loro paesi circa la valorizzazione, lo sfruttamento e l'utilizzazione della lignite. La Società Terni non fece nemmeno atto di presenza. 
Nell'ottobre del 1961 l'attività estrattiva si arrestò definitivamente per l'antieconomicità dell'esercizio. Spoleto perdeva così la sua più importante fonte di lavoro e la parte più combattiva della sua classe operaia: i minatori.

## La tragedia del 1955
Il 22 marzo 1955 alle ore 5,40 del mattino, avvenne una tremenda esplosione nel cantiere Orlando che costò la vita a 23 minatori. Fu ancora il grisou a provocarla.